# 戈尔德伦德
戈尔德伦德是德国石勒苏益格－荷尔斯泰因州的一个市镇。总面积12.02平方公里，总人口381人，其中男性189人，女性192人（2011年12月31日），人口密度32人/平方公里。